# 藤井彩子
藤井 彩子（ふじい あやこ、1969年8月23日 - ）は、NHKのアナウンサー。

## 人物
東京都生まれ。裁判官である父親の転勤に伴い、北海道、大阪府、神奈川県などで育つ。大阪府立北野高等学校、青山学院大学文学部卒業後1993年NHK入局。

## 嗜好・挿話
- 入局当初はスポーツを担当し、高校野球中継で「NHKの女性アナウンサー初」の冠事項を担う[3][4]。自身が出演する『NHKニュースおはよう日本』の担当ディレクターと2003年に結婚した。二度目の大阪勤務は生活情報番組も担当する。「愛・地球博」「NEDOパビリオン」に展示された人間型ロボット「リプリーQ1expo」のモデルとなった[5][6]。
- 2008年2月8日に生放送された討論形式の番組「かんさい特集『新知事・市長に問う 大阪の、これから』」で司会し、討論中にスタジオへ到着した橋下徹を「約30分の遅刻で到着されました」と紹介した[7]。橋下は、あらかじめ公務のため放送開始時刻に遅れると伝えるもNHKの要求が強いことから出演した[8]。橋下はこの言動で番組中に激怒し、番組後の記者会見で「『公務だ』とスタジオに連れて行かれ、女性司会者に頭にきた。出演前後の挨拶も無かった」「局に呼びつけられることが公務とは思わないので、今後、NHKには一切出ない」[9]と述べた[注釈 1]。NHK大阪放送局広報部は、「藤井の発言は場を和ませようとしたもの」としている。ちなみに、藤井と橋下は大阪府立北野高校の同級生。
- 2009年は深夜のニュース番組のキャスターを担当し、2010年からバラエティー番組の進行役も携わる。
- 趣味はジョギング。
- 2012年1月に離婚[10]し、2013年3月に落語家の古今亭菊之丞と再婚[11][12]した。

## 担当番組
| 年度                      | 番組                                          | 担当             | 備考                                                                                            |  |
| ------------------------- | --------------------------------------------- | ---------------- | ----------------------------------------------------------------------------------------------- |  |
| ☆印は現在出演（担当）中。 |                                               |                  |                                                                                                 |  |
|                           | 高校野球                                      | 実況             | 島根県大会や春と秋の中国地方大会など                                                            |  |
| 1999                      | 全国高等学校野球選手権大会                    | ラジオ実況       | 第81回大会                                                                                      |  |
| 2000 - 2001               | NHKニュース10                                 | スポーツほか     |                                                                                                 |  |
| 2002 - 2003               | NHKニュースおはよう日本                       | スポーツ         |                                                                                                 |  |
| 2004 - 2005               | ウイークエンド関西                            | 進行             |                                                                                                 |  |
| 2005 - 2006               | 全国高等学校野球選手権大会                    | 開会式進行       | 第87回大会、第88回大会                                                                          |  |
| 2005                      | 探検ロマン世界遺産                            | リポート         | 12月15日放送 （ギリシャ・メテオラ）                                                             |  |
| 2006                      | きょうの料理、おしゃれ工房                    | 進行             | 大阪発                                                                                          |  |
| 2006                      | まる得マガジン                                | ナレーション     | 大阪局制作分                                                                                    |  |
| 2006 - 2008               | かんさい特集                                  | 進行             | 随時                                                                                            |  |
| 2007 - 2008               | いのちのラジオ                                | ナレーション     | 毎年9月1日                                                                                      |  |
| 2007 - 2008               | ビジネス新伝説 ルソンの壺                     | 進行             |                                                                                                 |  |
| 2009                      | きょうのニュース&スポーツ                     | メインキャスター | スポーツニュース兼務                                                                            |  |
| 2009                      | 衆院選2009 開票速報                           | キャスター       | 8月31日3:00以降、武田真一（当時『NHKニュース7』平日キャスター）からバトンタッチを受け進行を担当 |  |
| 2010                      | お好み寄席                                    | 進行役           |                                                                                                 |  |
| 2010                      | 福祉ネットワーク                              | リポーター       | 随時                                                                                            |  |
| 2011 - 2012               | あさイチ                                      | リポーター       | 随時                                                                                            |  |
| 2011                      | トーキング ウィズ 松尾堂                      | 進行             |                                                                                                 |  |
| 2012                      | オリンピック名場面は テーマ曲とともに         | 司会             | 7月16日放送、ラジオ第1                                                                          |  |
| 2012 - 2013               | 夏休み子ども科学電話相談（NHKラジオ第1放送）  | 進行役           | 2012年度は最終週、2013年度は第1週担当                                                           |  |
| 2012 - 2020               | すっぴん!（NHKラジオ第1放送）                 | アンカー         | 8年間                                                                                           |  |
| 2020                      | ニュースシブ5時                               | リポーター       | 随時                                                                                            |  |
| 2020                      | 武内陶子のごごカフェ（NHKラジオ第1放送）      | 代理             | 8月17日 - 21日放送、武内陶子の夏休みのため                                                      |  |
| 2020 - 2022               | ヒューマニエンス 40億年のたくらみ ☆           | 進行             | 名古屋への赴任時に一時期降板するが、2022年出向出演の形で復帰                                    |  |
| 2021 - 2022               | おはよう東海                                  | キャスター       | 村上由利子、越塚優と隔週で担当                                                                  |  |
| 2021                      | ド真ん中ジャーナル!                           | MC               | 井戸田潤とともに担当 ラジオ版スピンオフ「ド真ん中ラジオ!」も担当                                |  |
| 2022 - 2023               | ヒューマニエンスQ ☆                           | 進行             | 出向出演                                                                                        |  |
| 2022 - 2023               | 東海 ドまんなか!                              | キャスター       |                                                                                                 |  |
| 2024                      | 能登半島地震 被災地からの声                   | キャスター       | 1月12日放送、総合（東海北陸地方）                                                               |  |
| 2024                      | 能登半島地震1か月 被災地からの声              | キャスター       | 2月12日放送、総合（東海北陸地方）                                                               |  |
| 2024                      | 能登半島地震2か月 被災地からの声 迫られる選択 | キャスター       | 3月1日放送、総合（東海北陸地方）                                                                |  |
| 2025 -                    | 先人たちの底力 知恵泉                         | 司会=店主        |                                                                                                 |  |
| 2025 -                    | 小さな旅                                      | 旅人             | 隔週                                                                                            |  |